# .scot
.scot — домен вищого рівня для Шотландії і сайтів про культуру Шотландії, включаючи гельску та шотландську мови.
У 2008 році з компаній dotCYMRU, dotEUS, dotSCOT та dotBZH було створено компанію ECLID, як реєстратора. У 2013 році було вирішено дозволити реєстрацію майже будь-яких доменів вищого рівня, список документів для реєстрації було опубліковано в червні 2012 року. Доменна зона .scot також була включена до нього.
27 січня 2014, реєстратор Dot Scot Registry анонсував, що були затверджені правила регулювання доменної зони .scot, а також, що планується її комерційний запуск влітку 2014 року.
15 липня 2014 року доменну зону .scot було офіційно запущено в роботу. Першим сайтом, що з'явився 15 липня в цій зоні, був calico.scot [Архівовано 11 жовтня 2014 у Wayback Machine.] — інтернет-провайдер з височинних земель Шотландії, який пропонує домени цієї зони до реєстрації.
12 вересня 2014 було запущено альфа-версію сайту Уряду Шотландії mygov.scot. 17 лютого 2015 року сайт шотландського уряду переїхав з scotland.gov.uk [Архівовано 14 лютого 2015 у Wayback Machine.] на нову адресу gov.scot [Архівовано 29 листопада 2018 у Wayback Machine.].